# VirusTotal
VirusTotal, subsidiária da Chronicle, é um serviço online gratuito que analisa arquivos e URLs, possibilitando a identificação de conteúdo malicioso detectável por antivírus e scanners de websites.  VirusTotal é um agregador de informações, informações essas que provém de diversos programas antivírus, scanners de websites, ferramentas de análise de arquivos e URLs e contribuições de usuários.
VirusTotal, originalmente desenvolvido pela Hispasec, foi comprado pela Google Inc. em 7 de setembro de 2012, e desde janeiro de 2018 pertence a chronicle, uma subsidiária da Alphabet Inc. Atualmente, arquivos com até 650 MB podem ser enviados ao site. VirusTotal está disponível em mais de 290 línguas. Os bancos de dados dos antivírus presentes no VirusTotal são atualizados com a frequência de quinze minutos, possibilitando o emprego das assinaturas mais recentes na ferramenta.
VirusTotal não substitui nenhum software de segurança instalado em um computador. Ele apenas varre arquivos individuais e URLs sob pedido. O serviço não deve ser usado como comparativo de antivírus, mas como segunda opinião para detecções. Arquivos e URLs enviadas ao VirusTotal serão compartilhados com empresas de segurança digital, para ajuda-los no processo de aprimoramento de seus produtos e serviços. Qualquer arquivo ou URL enviado para o VirusTotal que é detectado por pelo menos um produto, é livremente enviado a todos os outros que não o detectaram.
VirusTotal foi selecionada pela PC World como um dos 100 melhores produtos de 2007.

## Lista de produtos antivírus presentes
- AegisLab (AegisLab)
- Agnitum (Agnitum)
- AhnLab (V3)
- Alibaba Group (Alibaba)
- Antiy Labs (Antiy-AVL)
- ALWIL (Avast! Antivirus)
- Arcabit (Arcabit)
- AVG Technologies (AVG)
- Avira (AntiVir)
- BluePex (AVware)
- Baidu (Baidu-International)
- BitDefender GmbH (BitDefender)
- Bkav Corporation (Bkav)
- ByteHero Information Security Technology Team (ByteHero)
- Cat Computer Services (Quick Heal)
- CMC InfoSec (CMC Antivirus)
- Cyren (Cyren)
- ClamAV (ClamAV)
- Comodo (Comodo)
- Doctor Web, Ltd. (DrWeb)
- ESTsoft (ALYac)
- Emsi Software GmbH (Emsisoft)
- Eset Software (ESET NOD32)
- Fortinet (Fortinet)
- FRISK Software (F-Prot)
- F-Secure (F-Secure)
- G DATA Software (GData)
- Hacksoft (The Hacker)
- Hauri (ViRobot)
- Ikarus Software (Ikarus)
- INCA Internet (nProtect)
- Intel Security (McAfee)
- Jiangmin
- K7 Computing (K7AntiVirus, K7GW)
- Kaspersky Lab (Kaspersky)
- Kingsoft (Kingsoft)
- Lavasoft (Ad-Aware)
- Malwarebytes Corporation (Malwarebytes Anti-malware)
- Microsoft (Malware Protection)
- Microworld (eScan)
- Nano Security (Nano Antivirus)
- Panda Security (Panda Platinum)
- Qihoo 360 (Qihoo 360)
- Rising Antivirus (Rising)
- Sophos (SAV)
- SUPERAntiSpyware (SUPERAntiSpyware)
- Symantec AntiVirus
- Tencent (Tencent)
- ThreatTrack Security (VIPRE Antivirus)
- TotalDefense (TotalDefense)
- Trend Micro (TrendMicro, TrendMicro-HouseCall)
- VirusBlokAda (VBA32)
- Zillya! (Zillya)
- Zoner Software (Zoner Antivirus)
- Malwarez.com (MAX)

## Lista de scanners de websites
- ADMINUSLabs (ADMINUSLABS)
- AegisLab WebGuard (AegisLab)
- Alexa (Amazon)
- AlienVault (AlienVault)
- Antiy-AVL (Antiy Labs)
- AutoShun (RiskAnalytics)
- Avira Checkurl (Avira)
- Baidu-International (Baidu)
- BitDefender (BitDefender)
- Blueliv (Blueliv)
- CRDF (CRDF FRANCE)
- C-SIRT (Cyscon SIRT)
- CLEAN MX (CLEAN MX)
- Comodo Site Inspector (Comodo Group)
- Criminal IP
- CyberCrime (Xylitol)
- Dr.Web Link Scanner (Dr.Web)
- Emsisoft (Emsi Software GmbH)
- ESET (ESET)
- FortiGuard Web Filtering (Fortinet)
- FraudSense (FraudSense)
- G-Data (G Data)
- Google Safebrowsing (Google)
- K7AntiVirus (K7 Computing)
- Kaspersky URL advisor (Kaspersky)
- Malc0de Database (Malc0de)
- Malekal (Malekal's MalwareDB)
- Malwarebytes hpHosts (Malwarebytes)
- Malwared (Malware Must Die)
- Malware Domain Blocklist (DNS-BH - Malware Domain Blocklist)
- Malware Domain List (Malware Domain List)
- MalwarePatrol (MalwarePatrol)
- Malwares.com (Saint Security)
- Netcraft (Netcraft)
- OpenPhish (FraudSense)
- Opera (Opera)
- Palevo Tracker (Abuse.ch)
- ParetoLogic URL Clearing House (ParetoLogic) more info
- Phishtank (OpenDNS)
- Quttera (Quttera)
- Rising (Rising)
- SCUMWARE (Scumware.org)
- SecureBrain (SecureBrain)
- Sophos (Sophos)
- Spam404 (Spam404)
- SpyEye Tracker (Abuse.ch)
- StopBadware (StopBadware)
- Sucuri SiteCheck (Sucuri)
- ThreatHive (The Malwarelab)
- Trend Micro Site Safety Center (Trend Micro)
- Trustwave (Trustwave)
- urlQuery (urlQuery.net)
- VX Vault (VX Vault)
- Web Security Guard (Crawler, LLC)
- Websense ThreatSeeker (Websense)
- Webutation (Webutation)
- Wepawet (iseclab.org)
- Yandex Safebrowsing (Yandex)
- ZCloudsec (Zcloudsec)
- ZDB Zeus (ZDB Zeus)
- Zeus Tracker (Abuse.ch)
- Zvelo (Zvelo)